# Trading Mom
Trading Mom (alternatieve titel The Mommy Market) is een Amerikaanse komische film uit 1994 van Tia Brelis met in de hoofdrollen Sissy Spacek en Anna Chlumsky. Het is gebaseerd op een boek van Nancy Brelis.

## Verhaal
De moeder van Elizabeth, Jeremy en Harry is werkverslaafd en vit constant op haar kinderen. Met een van de mysterieuze mevrouw Cavour gekregen toverspreuk laten ze hun moeder verdwijnen. Daarna gaan ze naar de Mommy Market, een winkel waar ze een nieuwe moeder kunnen uitzoeken.

## Rolverdeling
| Acteur                | Personage                            |
| --------------------- | ------------------------------------ |
| Sissy Spacek          | Mevrouw Martin en drie andere rollen |
| Anna Chlumsky         | Dochter Elizabeth Martin             |
| Aaron Michael Metchik | Zoon Jeremy Martin                   |
| Asher Metchik         | Zoon Harry Martin                    |
| Maureen Stapleton     | Mevrouw Cavour                       |